# 白玉霓

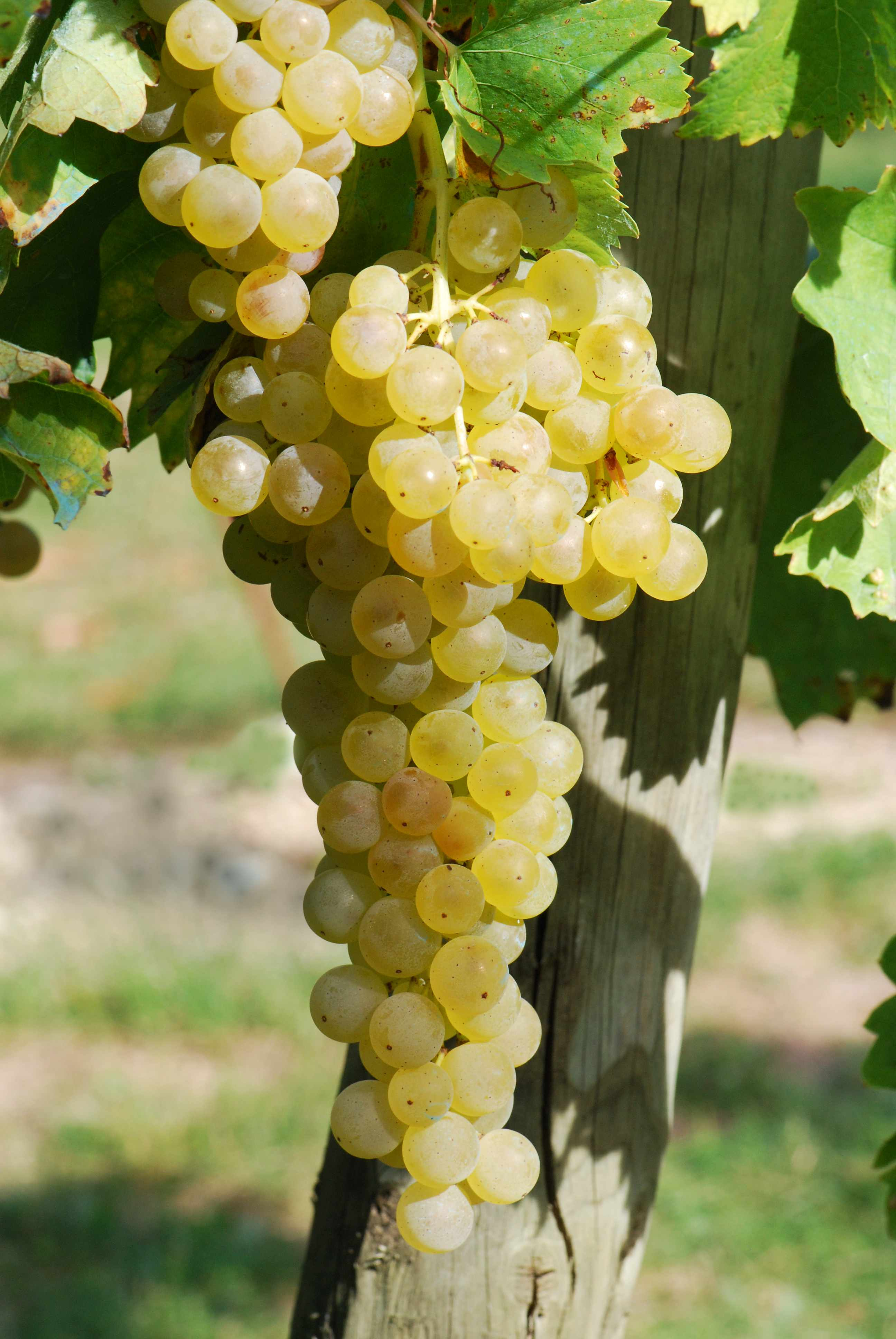
白戊妮

白戊妮（法語：Ugni Blanc）是全世界種植最廣泛的白葡萄品種之一。其十分多產，但品質較平凡、香氣簡單，主要用作基酒。
白戊妮原產於義大利，義大利語中稱為特雷彼亞諾（Trebbiano）。其於13世紀時傳至法國，目前為法國種植最廣的白葡萄。尤其在干邑與雅馬邑產區，白戊妮是用於釀製干邑白蘭地與雅馬邑白蘭地的主要原料，當地又稱其為聖埃美隆（St Emilion）。此外，白戊妮還廣泛種植於美國、葡萄牙、保加利亞、俄羅斯、阿根廷、澳大利亞、南非等許多地區。 